# Sagartianthus indosinensis
Sagartianthus indosinensis is een zeeanemonensoort uit de familie Sagartiidae.
Sagartianthus indosinensis is voor het eerst wetenschappelijk beschreven door Carlgren in 1943.